# قصه‌های اردو
قصه‌های اردو یک مجموعه تلویزیونی محصول سال ۱۳۸۰ به کارگردانی حسن جاویده، نویسندگی  و تهیه‌کنندگی  می‌باشد که از شبکه پخش شد.

## بازیگران
- الهام کتال
- امید متقی
- حسین طبرزدی
- جواد شیدائیان
- زهرا رحیمی
- زیبا پروانه زاد
- سایه افتخاری
- سمیه رحیمی
- فخرالدین صدیق‌شریف
- لیلا حبیبی
- محمد کدخدایی
- محمدجواد حقیار
- مرضیه کرم زاده
- مژگان جودکی
- ناهید اسدی

[حمیدرضا اسماعیلی]